# Melanopais gemmaria
Melanopais gemmaria är en skalbaggsart som först beskrevs av White 1856.  Melanopais gemmaria ingår i släktet Melanopais och familjen långhorningar.
Artens utbredningsområde är Sierra Leone. Inga underarter finns listade i Catalogue of Life.